# Пищальникова Дар'я Віталіївна
Дар'я Віталіївна Пищальникова  (рос. Дарья Витальевна Пищальникова, 19 липня 1985) — російська легкоатлетка, олімпійська медалістка.

## Виступи на Олімпіадах
| Олімпіада   | Дисципліна    | Місце |
| ----------- | ------------- | ----- |
| Лондон 2012 | метання диска | 2     |

## Зовнішні посилання
- Досьє на sport.references.com [Архівовано 14 серпня 2012 у Wayback Machine.]